# Abilene, Texas

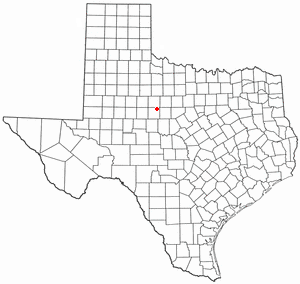
Localizarea orașului în cadrul statului Texas

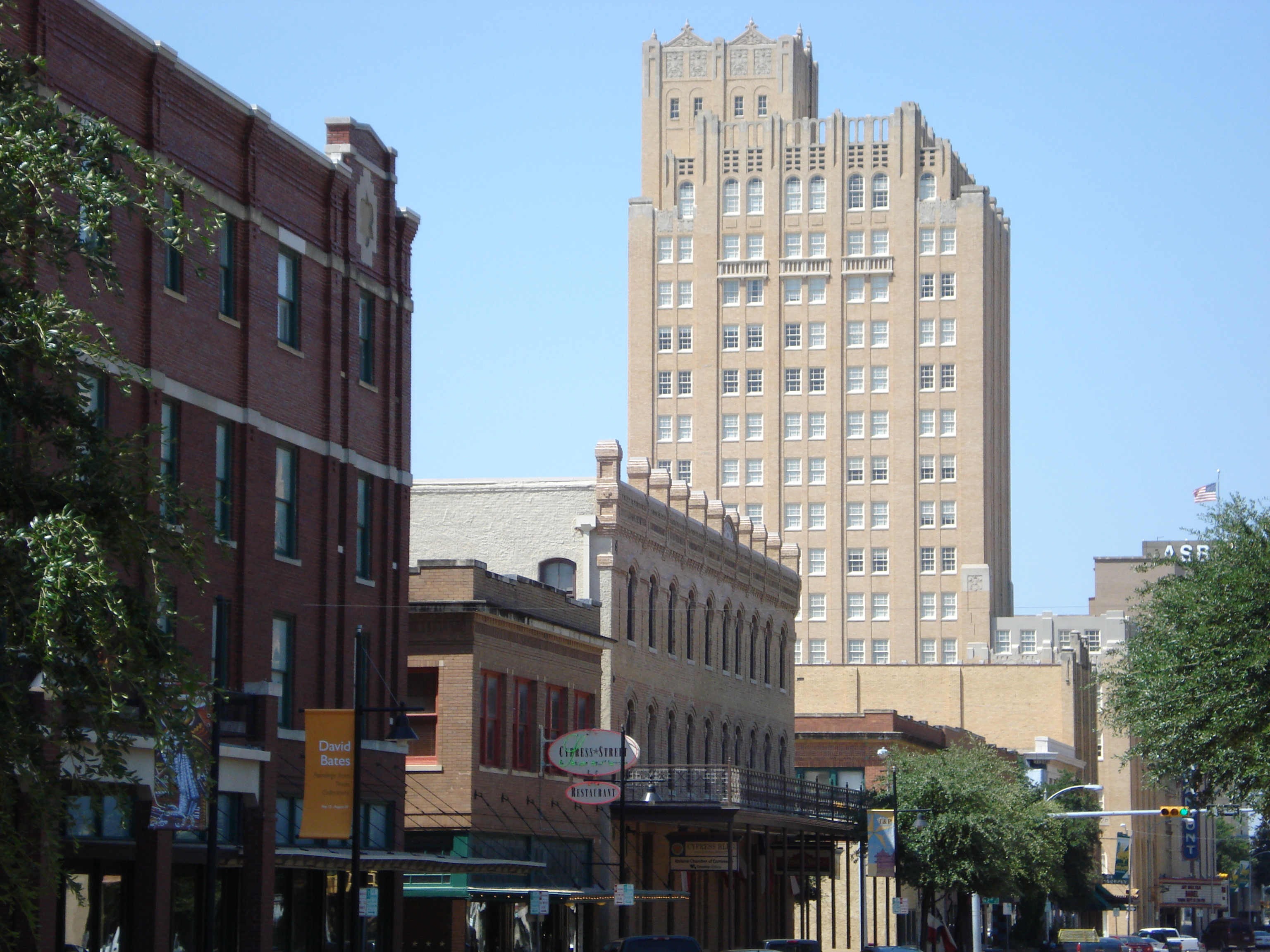

Abilene este un oraș și sediul comitatului Taylor din statul  Texas,  Statele Unite ale Americii.  Abilene se găsește pe teritoriul a două comitate, Taylor și Jones, fiind așezat în partea centrală a statului american Texas. În anul 2000, Abilene avea o populație de 115,930 locuitori, dar conform unei estimări din anul 2006, populația crescuse la .
Industria grea a orașului Abilene este axată pe marile cantități de petrol și gaze naturale, ce sunt distribuite spre alte zone ale Uniunii. Orașul este, în același timp, și centrul comercial al unei vaste zone agricole. Utilajele predominante sunt cele petroliere și mașinile agricole.
Orașul are mai multe instituții de învățământ superior, incluzând trei universități private, Abilene Christian University (ACU), Hardin-Simmons University (HSU) și McMurry University (McM), precum și campusul din Abilene al colegiului Cisco Junior College (CJC), un campus al Texas State Technical College (TSTC), respectiv American Commercial College (ACC). Recent, un nou campus al Texas Tech University Health Sciences Center School of Pharmacy a fost construit în nordul orașului.
O cale ferată care travesrează orașul prin centru îl împarte în două. În partea de nord se găsește zona istorică a orașului.
1. ↑  The Origin of Certain Place Names in the United States[*], p. 15 Verificați valoarea |titlelink= (ajutor)
2. ↑   https://www.bigcountryhomepage.com/news/city-of-abilene-swears-in-2-new-councilmembers-mayor/ Lipsește sau este vid: |title= (ajutor)
3. ↑  Gazetteer Files – 2020 (în engleză), United States Census Bureau, accesat în 9 noiembrie 2021